# The Log from the Sea of Cortez
The Log from the Sea of Cortez é um livro em língua inglesa escrito pelo autor John Steinbeck, publicado em 1951. Descreve em detalhes a expedição marítma para colecta de espécimenes, que durou seis semanas, acompando de seu amigo, o biólogo marinho Ed Ricketts.
É visto como uma das mais importantes obras não-ficcionais, sobretudo por causa do envolvimento de Ricketts, que moldou o pensamento de Steinbeck e forneceu inspiração para muitas das personagens principais de sua obra ficcional.